# ویتترشام
ویتترشام (به انگلیسی: Wittersham) یک روستا و محله مدنی در بریتانیا است که در Ashford واقع شده‌است. ویتترشام ۱۴٫۶۶ کیلومتر مربع مساحت و ۱٬۱۱۲ نفر جمعیت دارد.